# 馬克斯堡

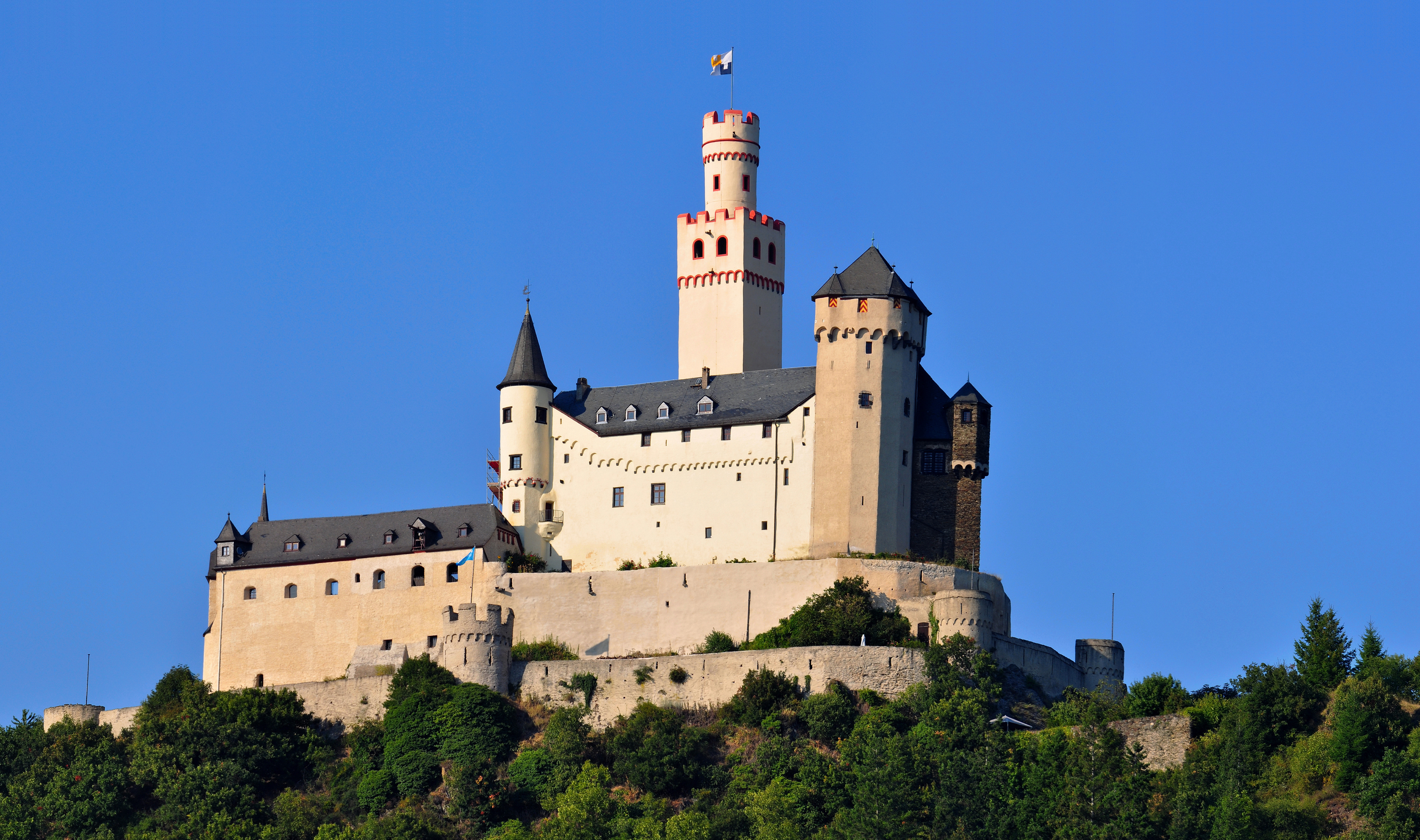

馬克斯堡（德語：Marksburg，發音：[ˈmaʁksbʊʁk]）是位於德國城市布勞巴赫附近的一座城堡，是世界文化遺產萊茵峽谷的组成部分之一。馬克斯堡是萊茵河沿岸唯一一座未被戰火破壞的城堡。

## 外部連結
- Official site
- Aerial views of the Marksburg castle （页面存档备份，存于）

50°16′18.50″N 7°38′57.00″E / 50.2718056°N 7.6491667°E